# Klor
Klor je kemijski element atomskog (rednog) broja 17 i atomske mase 35,453(2) . U periodnom sustavu elemenata predstavlja ga simbol Cl.
Hrvatski naziv za klor je solik, a skovao ga je Bogoslav Šulek.

## Svojstva i osobine
Klor je najrasprostranjeniji halogeni element u prirodi. Kao ni ostalih halogenih elemenata, u prirodi ga nema u elementarnom stanju zbog velike kemijske reaktivnosti. Najčešće se nalazi u kloridima (NaCl, KCl i MgCl2), kojih ima u morskoj vodi, isušenim slanim jezerima i podzemnim nalazištima. Maseni udio kloridnih iona u moru je oko 1.94%, a u zemljinoj kori oko 0,013% (oko 130 ppm).
Najvažniji minerali klora su halit (NaCl), silvin (KCl) i karnalit (KCl x MgCl2 * 6H2O).
Elementarni klor je plin zelenkastožute boje, gustoće 2,5 puta veće od zraka (2,9 x 10−3 g/cm3 pri 25 °C), što će reći da je dva i pol puta teži od zraka. Pritiskom i hlađenjem lako se pretvara u žutu tekućinu normalnog vrelišta.
Ima oštar, bockajući miris i vrlo je otrovan. Pri vrlo niskim koncentracijama i pri kraćem djelovanju samo nadražuje sluznicu dišnih organa, a ako je volumni udio u zraku samo 1%, već nekoliko udisaja može biti smrtonosno, zbog čega se i koristio kao bojni otrov u I. svj. ratu (1915.g.).

Jaki je nadražljivac, već i te male količine nadražuju oči i kožu, te reagira s vlagom sluznice nosa, grla i gornjih dišnih puteva, uzrokuje bronhitis i nakupljanje vode u plućima, dodir s tekućim klorom uzrokuju ozebline i slijepoću.
Nastali nascentni kisik djeluje razorno na tkivo sluznice, a nadražuje je i klorovodična kiselina.
Klor na tržište dolazi u čeličnim bocama ili spremnicima pod tlakom. Klorirana voda za piće sadrži svega 0,1 mg klora po litri vode. U bazenima se osjeća miris klora iako voda u bazenu sadrži svega 0,3 mg klora po litri vode.
Koeficijent elektronegativnosti (x) = 3,2
Afinitet prema elektronu = 348 kJ/mol
Standardni redukcijski elektrodni potencijal (E°(Cl2/2Cl-) = 1,36 (X2/2X-)/V
Topljivost u vodi pri 25 °C = 0,092 mol/L (u 1 L vode pri 20 °C otopi se 2,3 L klora)
- Atomski radijus 99 pm.
- Energija veze 243 kJ mol−1.
- Energija ionizacije 1251 pri 0 K u kJ mol−1.
- Elektronegativnost po Paulingu 3,0.

## Dobivanje klora
Industrijska proizvodnja klora, kao i njegovo laboratorijsko dobivanje, osniva se na oksidaciji kloridnih (Cl-) iona elektrokemijskim ili kemijskim putem.
2Cl- --> Cl2 + 2e-
U industriji se proizvodi elektrolizom taljevine ili koncentrirane vodene otopine natrijeva klorida. Posebno je važna elektroliza vodene otopine jer se time dobivaju dvije vrlo važne sirovine za kemijsku industriju: klor i natrijeva lužina.
Laboratorijski se klor obično dobiva reakcijom klorovodične kiseline s oksidacijskim sredstvima čiji je redukcijski elektrodni potencijal pozitivniji od klora, kao što su primjerice kalijev permanganat (KMnO4) i manganov dioksid (MnO2).
Reakcijom kalijevog permanganata (KMnO4) i koncentrirane klorovodične (solne) kiseline (HCl) razvija se klor:
2 KMnO4 + 16 HCl(konc.) --> 5 Cl2 + 2 MnCl2 + 2 KCl + 8 H2O
Klor uveden u vodu se otapa, a djelomice s njom reagira i pritom se disproporcionira:
Cl2 + H2O <--> HCl + HClO
Nastala hipoklorasta kiselina je slaba i nestabilna, pa se razlaže uz otpuštanje atomskog ili nascentnog kisika.
HClO --> HCl + O
Klor koji nije kemijski reagirao ostaje otopljen u vodi. Tu otopinu nazivamo klorna voda.
Iako danas postoje suvremenije metode sterilizacije vode, klor se ipak ne isključuje potpuno, jer njegove vrlo male količine čine vodu trajnijom. Umjesto klora za dezinfekciju se može rabiti natrijev hipoklorit (NaOCl).
Smjesu vodika i klora u volumnom omjesu 1:1 nazivamo klorni praskavac.

### Reakcija klora s bakrom i fosforom
Pokusom u laboratoriju se može dokazati da klor može oksidirati bakar i fosfor. Reakcije su vrlo burne i egzotermne, a produkti reakcija su bakrov(II) klorid i fosforov(V) klorid.
Cu(s) + Cl2(g) --> CuCl2(s)
2P(s) + 5Cl2(g) --> 2PCl5(s)
Klor reagira izravno s mnogim nemetalima, osim s plemenitim plinovima, dušikom i ugljikom. Također i s metalima, primjerice čelične strugotine u struji klora se zapale već pri 50 °C.

Klor iz klorne vode pozitivnijeg redukcijskog potencijala (jače oksidacijsko sredstvo) od elementarnog broma i joda, zbog čega istiskuje brom i jod iz otopine njihovih soli.

Elementarni jod ne može istisnuti brom, jer je negativnijeg redukcijskog potencijala od broma.

## Spojevi klora
- kloridi
- klorati

## Organski spojevi klora
- natrijev klorid
- kalijev klorid
- natrijev klorat
- kalijev klorat

Kiseline:
- Kloroctena kiselina (CH2ClCOOH) važan je međuproizvod u dobivanju celuloznih etera.
- Trikloroctena kiselina jedna je od najjačih organskih kiselina.
- Klorfenoksioctene kiseline selektivni su herbicidi.

## Povijest
C.W. Scheele je 1774. prvi dobio klor reakcijom klorovodične kiseline (HCl) i manganovog dioksida (MnO2). Godine 1870. britanski kemičar Humphry Davy dokazao je njegovu elementarnu prirodu i dao mu naziv klor, prema grčkom "χλωρóς" (kloros), što znači "blijedozelen".

## Uporaba klora
Osim velike i raznovrsne primjene klora u kemijskoj industriji, koristi se za dezinfekciju vode za piće i bazenske vode. Razlog baktericidnom djelovanju je u tome što se pri nastajanju klorne vode oslobađa nascentni kisik. Osim za dezinfekciju, služi i za izbjeljivanje pamučnih, lanenih i drugih tkanina biljnog porijekla.